# Perizoma rantaizanensis
Perizoma rantaizanensis là một loài bướm đêm trong họ Geometridae.